# Beinn Dearg (Ullapool)
Beinn Dearg (en gaèlic escocès significa "Muntanya vermella" pronunciat [peiɲ tʲɛɾɛk]). És a la zona d'Iverlael de les Terres Altes d'Escòcia (Regne Unit). Té una alçada de 1.084 msnm. S'escala normalment seguint el riu Lael fins a Gleann na Sguaib. Començant des de gairebé el cap del Loch Broom una sendera segueix el glen fins a un bealach al voltant d'un quilòmetre al nord del cim. Des d'aquest serral, es pot pujar també als cims veïns d'Amb a' Mheall i Meall na Ceapraichean. Eididh nan Clach Geala, que queda al voltant de 3 km al nord del Beinn Dearg es pot afegir també per completar 4 munros d'una sola tacada.
A principis de l'any 2005, forts vents van causar gran dany als arbres del Bosc d'Inverlael, bloquejant de manera gairebé total la ruta descrita.
Beinn Dearg és considerada una ZEPA. La zona abasta una diversitat d'hàbitats, incloent bosc, pantans, aigües obertes, bruguerars nans i precipicis. De manera molt significativa, les zones del cim serveixen de suport a ocells de muntanya com el Corriol pit-roig.
Aquest Beinn Dearg de Ullapool és la més alta de les elevacions escoceses que tenen aquest nom. Les altres són:
- Beinn Dearg – 1008 m, munro al nord de Blair Atholl
- Beinn Dearg – 914 m, a la zona de Torridon
- Beinn Dearg – 830 m, al nord de Glen Lyon
- Beinn Dearg – 706 m, a la zona de Glenartney
- Beinn Dearg– 427 m, en els turons Menteith